# Венера и Эней
«Венера и Эней» — картина французского художника Себастьяна Бурдона из собрания Государственного Эрмитажа.
Картина иллюстрирует эпизод, описанный Вергилием в «Энеиде» (VIII, 608—627): Венера спустилась с облаков и вручила своему сыну Энею доспехи, выкованные Вулканом:

Тою порой в облаках эфирных летела Венера, 

Дар Энею несла, и, в долине укрытой увидев

Сына от всех вдалеке за рекою теплой, богиня

Вышла навстречу ему и такое молвила слово: 

«Вот он, обещанный дар, искусством создан Вулкана, 

Можешь ты вызвать теперь из надменных лаврентцев любого

Без колебаний на бой, не страшась и отважного Турна». 

Молвив так, обняла Киферея любимого сына

И положила пред ним под дубом доспех лучезарный. 

(VIII, 608—616; пер. с лат. С. А. Ошерова)

В правом нижнем углу красной краской нанесены цифры «1708» — они соответствуют номеру, под которым картина была занесена в первый рукописный каталог Эрмитажа, начатый в 1797 году. С тыльной стороны чёрной краской написаны цифры «4595» — под этим номером картина была внесена в опись Эрмитажа, составленную в 1859 году; также с тыльной стороны на холсте имеется красная сургучная печать Ф. Троншена. На верхней перекладине подрамника чёрным карандашом написано «#323» — под этим номером картина значилась в описи Ф. Троншена.

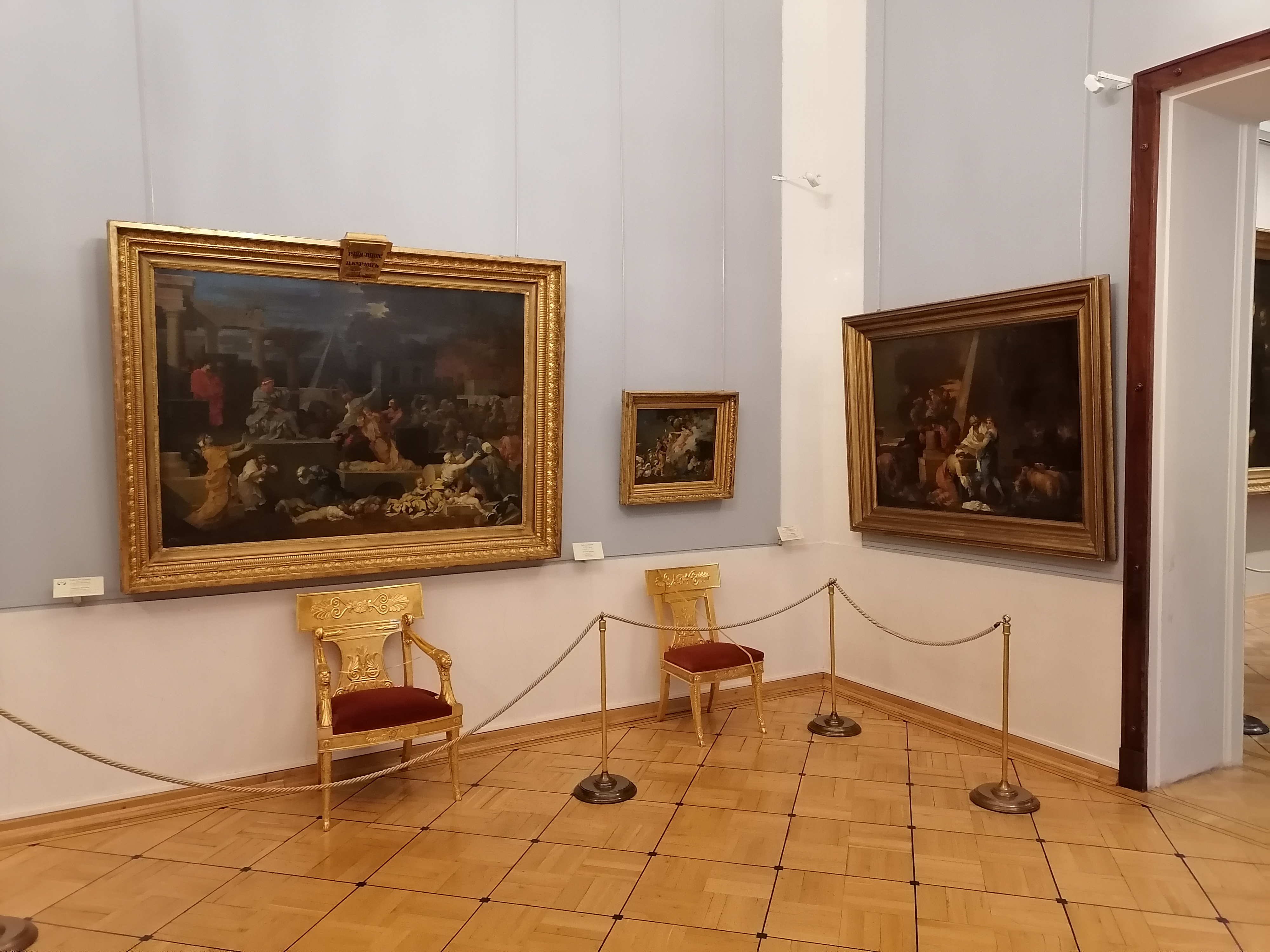
Картина в зале 278 Зимнего дворца (маленькая в углу)

Ранняя история картины неизвестна, предполагается, что она была создана около 1636—1638 годов и написана под влиянием Пуссена. В частности, по мнению Н. К. Серебрянной, Бурдон во время своего пребывания в Италии вполне мог видеть картину Пуссена «Венера, передающая оружие Энею» из собрания князей Челламаре (в настоящее время в Художественной галерее Онтарио). После 1755 года картина находилась в собрании Кроза и в 1772 году вместе со всем этим собранием, через посредство Ф. Троншена, была приобретена императрицей Екатериной II для Эрмитажа. Выставляется в Зимнем дворце в зале 278.
В описи Эрмитажа 1859 года автором картины указан Бон Булонь, но во всех последующих публикациях авторство Бурдона не подвергалось сомнению. А. А. Неустроев при описании картинной галереи Эрмитажа предположил, что картина наравне с другим полотном Бурдона «Август перед гробницей Александра Македонского» могла быть эскизом неизвестной большой картины и также отмечал влияние Пуссена на эту работу.
Н. К. Серебрянная, описывая картину, отмечает:

…чувственные образы Пуссена художник переводит в более сдержанные формы и трактует их в холодном классисцическом колорите. <…> Возможно, как заметил Тюилье, подобная утончённая колористическая гамма, подчёркнутая элегантность образов, мягкая прорисовка фигур соответствовали запросам любителей живописи времён Мазарини, от заказов которых художник очень зависел в первые годы по возвращении из Рима.